# Schusch
Schusch (persisch شوش), auch Shush, ist eine Stadt in der Provinz Chuzestan im Südwesten Irans. Im Jahr 2006 hatte Schusch hochgerechnet 53.897 Einwohner. Die Bevölkerung besteht hauptsächlich aus Bachtiaren und Luren.
Die Stadt besitzt einen Bahnhof an der Transiranischen Eisenbahn und ist der Stadt Schuschtar benachbart.
Sie ist Nachfolger der historischen Stadt Susa.